# Liolaemus
Liolaemus là một chi thằn lằn đặc hữu Nam Mỹ.

## Mô tả
Các loài trong chi Liolaemus là nhóm thằn lằn chiếm ưu thế ở nửa nam châu Nam Mỹ. Các loài trong chi này biến thiên đáng kể về chiều dài (từ mõm đến huyệt 45–100 milimét (1,8–3,9 in)) lẫn cân nặng (3–200 gam (0,1–7,1 oz)).

## Phân bố địa lý
Liolaemus sống trên dãy Andes cùng những vùng thấp lân cận, kéo từ Peru đến Tierra del Fuego, ở cả nơi cao trên 4.500 mét (14.800 ft).

## Chế độ ăn
Hầu hết loài Liolaemus ăn tạp, song số ít thuần ăn côn trùng hay thực vật.

## Loài
Có hơn 225 loài Liolaemus đã mô tả, nhưng số loài thực tế có thể gấp đôi. Liolaemus là chi đông số loài nhất Liolaemidae (trước đây thường bị coi là một phân họ trong Iguanidae với tên Liolaeminae).
Các loài sau hiện được công nhận:
- Liolaemus abaucan Etheridge, 1993
- Liolaemus abdalai Quinteros, 2012
- Liolaemus absconditus Vega, Qinteros, Stellatelli, Bellagamba, Block, & Madrid, 2018
- Liolaemus acostai Abdala & Juárez-Heredia, 2013
- Liolaemus albiceps Lobo & Laurent, 1995
- Liolaemus alticolor Barbour, 1909
- Liolaemus andinus Koslowsky, 1895
- Liolaemus annectens Boulenger, 1901
- Liolaemus anomalus Koslowsky, 1896
- Liolaemus antonietae Troncoso-Palacios, Esquerre, Urra, Diaz, Castro-Pastene, & Ruiz, 2018
- Liolaemus antumalguen[6]Avila, Morando, Perez & Sites, 2010
- Liolaemus aparicioi Ocampo, Aguilar-Kirigin, & Quinteros, 2012
- Liolaemus arambarensis Verrastro, Veronese, Bujes, & Martins Dias Filho, 2003
- Liolaemus araucaniensis Müller & Hellmich, 1932
- Liolaemus archeforus Donoso-Barros & Cei, 1971
- Liolaemus atacamensis Müller & Hellmich, 1933
- Liolaemus audituvelatus (Núñez & Yáñez, 1983)
- Liolaemus austromendocinus Cei, 1974
- Liolaemus avilae[7] Bretman, Parra, Fulvio-Pérez, & Sites, 2011
- Liolaemus azarai Avila, 2003
- Liolaemus baguali Cei & Scolaro, 1983
- Liolaemus bellii Gray, 1845
- Liolaemus bibronii Bell, 1843
- Liolaemus bitaeniatus Laurent, 1984
- Liolaemus boulengeri Koslowsky, 1898
- Liolaemus buergeri Werner, 1907
- Liolaemus burmeisteri Avila, Fulvio-Perez, Medina, Sites, & Morando, 2012
- Liolaemus calchaqui Lobo & Kretzschmar, 1996
- Liolaemus calliston Avila, Fulvio-Perez, Minoli, Medina, Sites, & Morando, 2017
- Liolaemus canqueli Cei, 1975
- Liolaemus caparensis Breitman, Fulvio-Pérez, Parra, Morando, Sites, & Avila, 2011
- Liolaemus capillitas Hulse, 1979
- Liolaemus carlosgarini Esquerre, Nunez, & Scolaro, 2013
- Liolaemus casamiquelai Avila, Fulvio Perez, Morando, & Sites, 2010
- Liolaemus cazianiae Lobo, Slodki, & Valdecantos, 2010
- Liolaemus chacabucoense Núñez & Scolaro, 2009
- Liolaemus chacoensis Shreve, 1948
- Liolaemus chaltin Lobo & Espinoza, 2004
- Liolaemus chavin Aguilar, Wood, Cusi, Guzman, Huari, Lundberg, Mortensen, Ramí, Robles, Suárez, Ticona, Vargas, Venegas, & Sites, 2013
- Liolaemus chehuachekenk Avila, Morando, & Sites, 2008
- Liolaemus chiliensis (Lesson, 1830)
- Liolaemus chillanensis Müller & Hellmich, 1932
- Liolaemus chlorostictus Laurent, 1993
- Liolaemus chungara Quinteros, Valladares, Semham, Acosta, Barrionuevo, & Abdala, 2014
- Liolaemus cinereus Monguillot, Cabrera, Acosta, & Villavicencio, 2006
- Liolaemus coeruleus Cei & Ortiz-Zapata, 1983
- Liolaemus confusus Núñez & Pincheira-Donoso, 2006
- Liolaemus constanzae Donoso-Barros 1961
- Liolaemus crandalli Avila, Medina, Perez, Sites, & Morando, 2015
- Liolaemus cranwelli (Donoso-Barros, 1973)
- Liolaemus crepuscularis Abdala & Diaz Gómez, 2006
- Liolaemus cristiani Núñez, Navarro, & Loyola, 1991
- Liolaemus curicensis Müller & Hellmich, 1938
- Liolaemus curis Núñez & Labra, 1985
- Liolaemus cuyanus Cei & Scolaro, 1980
- Liolaemus cuyumhue Avila, Morando, Perez, & Sites, 2009
- Liolaemus cyaneinotatus[8] Martinez, Avila, Fulvio Perez, Perez, Sites, & Morando, 2011
- Liolaemus cyanogaster (Duméril & Bibron, 1837)
- Liolaemus darwinii Bell, 1843
- Liolaemus diaguita Abdala, Quinteros, Arias, Portelli, & Palavecino, 2011
- Liolaemus dicktracyi Espinoza & Lobo, 2003
- Liolaemus disjunctus Laurent, 1990
- Liolaemus ditadai Cei, 1983
- Liolaemus donosobarrosi (Cei, 1974)
- Liolaemus dorbignyi Koslowsky, 1898
- Liolaemus duellmani Cei, 1978
- Liolaemus dumerili Abdala, Semhan, Moreno Azocar, Bonino, Paz, & Cruz, 2012
- Liolaemus eleodori Cei, Etheridge, & Videla, 1985
- Liolaemus elongatus Koslowsky, 1896
- Liolaemus erguetae Laurent, 1995
- Liolaemus erroneus (Núñez & Yáñez, 1983)
- Liolaemus escarchadosi Scolaro, 1997
- Liolaemus espinozai Abdala, 2005
- Liolaemus etheridgei Laurent, 1998
- Liolaemus evaristoi Gutierrez, Chaparro, Vasquez, Quiroz, Aguilar-Kirgin, & Abdala, 2018
- Liolaemus exploratorum Cei & Williams, 1984
- Liolaemus fabiani Yáñez & Núñez, 1983
- Liolaemus famatinae Cei, 1980
- Liolaemus fittkaui Laurent, 1986
- Liolaemus fitzgeraldi Boulenger, 1899
- Liolaemus fitzingerii (Duméril & Bibron, 1873)
- Liolaemus flavipiceus Cei & Videla, 2003
- Liolaemus forsteri Laurent, 1982
- Liolaemus foxi Núñez, Navarro & Veloso, 2000
- Liolaemus frassinettii Núñez, 2007
- Liolaemus fuscus Boulenger, 1885
- Liolaemus gallardoi Cei & Scolaro, 1982
- Liolaemus gardeli Verrastro, Maneyro, Da Silva, & Farias, 2017
- Liolaemus goetschi Müller & Hellmich, 1938
- Liolaemus gracielae Abdala, Acosta, Cabrera, Villavicencio, & Marinero, 2009
- Liolaemus gracilis (Bell, 1843)
- Liolaemus gravenhorstii (Gray, 1845)
- Liolaemus griseus Laurent, 1984
- Liolaemus grosseorum Etheridge, 2001
- Liolaemus gununakuna Avila, Morando, Perez, & Sites, 2004
- Liolaemus hajeki Núñez, Pincheira-Donoso & Garín, 2004
- Liolaemus halonastes Lobo, Slodki, & Valdecantos, 2010
- Liolaemus hatcheri Stejneger, 1909
- Liolaemus heliodermis Espinoza, Lobo, & Cruz, 2000
- Liolaemus hellmichi Donoso-Barros, 1975
- Liolaemus hermannunezi Pincheira-Donoso, Scolaro, & Schulte, 2007
- Liolaemus huacahuasicus Laurent, 1985
- Liolaemus huayra Abdala, Quinteros, & Espinoza, 2008
- Liolaemus igneus Demangel, 2016
- Liolaemus inacayali Abdala, 2003
- Liolaemus incaicus Lobo, Quinteros, & Gómez, 2007
- Liolaemus insolitus Cei, 1982
- Liolaemus inti Abdala, Quinteros, & Espinoza, 2008
- Liolaemus irregularis Laurent, 1986
- Liolaemus isabelae Navarro & Núñez, 1993
- Liolaemus islugensis Ortiz & Marquet, 1987
- Liolaemus jamesi Boulenger, 1891
- Liolaemus janequeoae Troncoso-Palacios, Diaz, Puas, Riveros-Riffo, & Elorza, 2016
- Liolaemus josei Abdala, 2005
- Liolaemus juanortizi Young-Downey & Moreno, 1991
- Liolaemus kingii (Bell, 1843)
- Liolaemus kolengh Abdala & Lobo, 2006
- Liolaemus koslowskyi Etheridge, 1993
- Liolaemus kriegi Müller & Hellmich, 1939
- Liolaemus laurenti Etheridge, 1992
- Liolaemus lavillai Abdala & Lobo, 2006
- Liolaemus leftrarui Troncoso-Palacios, Diaz, Puas, Riveros-Riffo, & Elorza, 2016
- Liolaemus lemniscatus Gravenhorst, 1837
- Liolaemus lentus Gallardo, 1966
- Liolaemus leopardinus Müller & Hellmich, 1932
- Liolaemus lineomaculatus Boulenger, 1885
- Liolaemus loboi Abdala, 2003
- Liolaemus lonquimayensis Escobar-Huerta, Santibanez-Toro, & Ortiz, 2015
- Liolaemus lopezi Ibarra-Vidal, 2005
- Liolaemus lorenzmuelleri Hellmich, 1950
- Liolaemus lutzae Mertens, 1938
- Liolaemus magellanicus Hombron & Jacquinot, 1847
- Liolaemus maldonadae Núñez, 1991
- Liolaemus mapuche Abdala, 2002
- Liolaemus martorii Abdala, 2003
- Liolaemus melaniceps Pincheira-Donoso & Núñez, 2005
- Liolaemus melanogaster Laurent, 1998
- Liolaemus melanopleurus (Philippi, 1860)
- Liolaemus melanops Burmeister, 1888
- Liolaemus millcayac Abdala & Juárez-Heredia, 2013
- Liolaemus molinai Valladares, Etheridge, Schulte, Manriquez, & Spotorno, 2002
- Liolaemus montanezi Cabrera & Monguillot, 2006
- Liolaemus montanus Koslowsky, 1898
- Liolaemus monticola Müller & Hellmich, 1932
- Liolaemus moradoensis Hellmich, 1950
- Liolaemus morandae Breitman, Parra, Fulvio-Pérez, & Sites, 2011
- Liolaemus morenoi Etheridge & Christie, 2003
- Liolaemus multicolor Koslowsky, 1898
- Liolaemus multimaculatus (Duméril & Bibron, 1837)
- Liolaemus neuquensis Müller & Hellmich, 1939
- Liolaemus nigriceps (Philippi, 1860)
- Liolaemus nigrocoeruleus Marambio-Alfaro & Troncoso-Palacios, 2014
- Liolaemus nigromaculatus Weigmann, 1834
- Liolaemus nigroviridis Müller & Hellmich, 1932
- Liolaemus nitidus (Wiegmann, 1834)
- Liolaemus occipitalis Boulenger, 1885
- Liolaemus olongasta Etheridge, 1993
- Liolaemus omorfi Demangel, Sepulveda, Jara, Pincheira-Donoso, & Nunez, 2015
- Liolaemus orientalis Müller, 1924
- Liolaemus orko Abdala & Quinteros, 2008
- Liolaemus ornatus Koslowsky, 1898
- Liolaemus ortizii Laurent, 1982
- Liolaemus pacha Juárez Heredia, Robles, & Halloy, 2013
- Liolaemus pachacutec Aguilar, Wood, Cusi, Guzman, Huari, Lundberg, Mortensen, Ramí, Robles, Suárez, Ticona, Vargas, Venegas, & Sites, 2013
- Liolaemus pachecoi Laurent, 1995
- Liolaemus pagaburoi Lobo & Espinoza, 1999
- Liolaemus pantherinus Pellegrin, 1909
- Liolaemus parthenos[9] Abdala, Baldo, Juarez, & Espinoza, 2016
- Liolaemus parvus Quinteros, Abdala, Gómez, & Scrocchi, 2008
- Liolaemus patriciaiturrae Navarro & Núñez, 1993
- Liolaemus paulinae Donoso-Barros, 1961
- Liolaemus petrophilus Donoso-Barros & Cei, 1971
- Liolaemus pictus (Duméril & Bibron, 1837)
- Liolaemus pipanaco Abdala & Juárez-Heredia, 2013
- Liolaemus platei Werner, 1898
- Liolaemus pleopholis Laurent, 1998
- Liolaemus poconchilensis Valladares, 2004
- Liolaemus poecilochromus Laurent, 1986
- Liolaemus polystictus Laurent, 1992
- Liolaemus porosus Abdala, Paz, & Semhan, 2013
- Liolaemus pseudoanomalus Cei, 1981
- Liolaemus pseudolemniscatus Lamborot & Ortiz, 1990
- Liolaemus puelche Avila, Morando, Fulvio-Pérez, & Sites, 2007
- Liolaemus pulcherrimus Laurent, 1992
- Liolaemus puna Lobo & Espinoza, 2004
- Liolaemus punmahuida Avila, Perez & Morando, 2003
- Liolaemus puritamensis Núñez & Fox, 1989
- Liolaemus purul Abdala, Semhan, Moreno Azócar, Bonino, Paz, & Cruz, 2012
- Liolaemus pyriphlogos Quinteros, 2012
- Liolaemus quilmes Etheridge, 1993
- Liolaemus rabinoi (Cei, 1974)
- Liolaemus ramirezae Lobo & Espinoza, 1999
- Liolaemus ramonensis Müller & Hellmich, 1932
- Liolaemus riodamas Esquerré, Núñez, & Scolaro, 2013
- Liolaemus riojanus (Cei, 1979)
- Liolaemus robertmertensi Hellmich, 1964
- Liolaemus robertoi Pincheira-Donoso & Núñez, 2004
- Liolaemus robustus Laurent, 1992
- Liolaemus rosenmanni Núñez & Navarro, 1992
- Liolaemus rothi Koslowsky, 1898
- Liolaemus ruibali Donoso-Barros, 1961
- Liolaemus sagei Etheridge & Christie, 2003
- Liolaemus salinicola Laurent, 1986
- Liolaemus sanjuanensis Cei, 1982
- Liolaemus sarmientoi Donoso-Barros, 1973
- Liolaemus saxatilis Avila, Cei, Martori, & Acosta, 1992
- Liolaemus scapularis Laurent, 1982
- Liolaemus schmidti (Marx, 1960)
- Liolaemus schroederi Müller & Hellmich, 1938
- Liolaemus scolaroi Pincheira-Donoso & Núñez, 2005
- Liolaemus scorialis Troncoso-Palacios, Diaz, Esquerre, & Urra, 2015
- Liolaemus scrocchii Quinteros, Abdala, & Lobo, 2008
- Liolaemus senguer Abdala, 2005
- Liolaemus septentrionalis Pincheira-Donoso & Núñez, 2005
- Liolaemus shehuen Abdala, Díaz-Gómez, & Juarez-Heredia, 2012
- Liolaemus shitan Abdala, Quinteros, Scrocchi, & Stazzonelli, 2010
- Liolaemus signifer (Duméril & Bibron, 1837)
- Liolaemus silvai Ortiz, 1989
- Liolaemus silvanae (Donoso-Barros & Cei, 1971)
- Liolaemus sitesi Avila, Olave, Fulvio-Peréz, Perez, & Morando, 2013
- Liolaemus smaug Abdala, Quinteros, Scrocchi, & Stazzonelli, 2010
- Liolaemus somuncurae Cei & Scolaro, 1981
- Liolaemus stolzmanni (Steindachner, 1891)
- Liolaemus tacnae (Shreve, 1941)
- Liolaemus tacora Demangel, 2016
- Liolaemus talampaya Avila, Morando, Perez, & Sites, 2004
- Liolaemus tandiliensis Vega, Bellagamba, & Lobo, 2008
- Liolaemus tari Scolaro & Cei, 1997
- Liolaemus tehuelche Abdala, 2003
- Liolaemus telsen Cei & Scolaro, 1999
- Liolaemus tenuis (Duméril & Bibron, 1837)
- Liolaemus thermarum Videla & Cei, 1996
- Liolaemus thomasi Laurent, 1998
- Liolaemus tirantii Avila, Fulvio-Perez, Minoli, Medina, Sites, & Morando, 2017
- Liolaemus tolhuaca Demangel, 2016
- Liolaemus torresi Núñez, Navarro, Garín, Pincheira-Donoso & Meriggio, 2003
- Liolaemus tregenzai Pincheira-Donoso & Scolaro, 2007
- Liolaemus tristis Scolaro & Cei, 1997
- Liolaemus tromen Abdala, Semhan, Moreno Azocar, Bonino, Paz, & Cruz, 2012
- Liolaemus tulkas Quinteros, Abdala, Gómez, & Scrocchi, 2008
- Liolaemus ubaghsi Esquerré, Troncoso-Palacios, Garín, & Núñez, 2014
- Liolaemus umbrifer Espinoza & Lobo, 2003
- Liolaemus uniformis Troncoso-Palacios, Elorza, Puas, & Alfaro-Pardo, 2016
- Liolaemus uptoni Scolari & Cei, 2006
- Liolaemus uspallatensis Macola & Castro, 1982
- Liolaemus valdesianus Hellmich, 1950
- Liolaemus vallecurensis Pereyra, 1992
- Liolaemus variegatus Laurent, 1984
- Liolaemus velosoi Ortiz, 1987
- Liolaemus villaricensis Müller & Hellmich, 1932
- Liolaemus vulcanus Quinteros & Abdala, 2011
- Liolaemus walkeri Shreve, 1938
- Liolaemus wari Aguilar, Wood, Cusi, Guzman, Huari, Lundberg, Mortensen, Ramí, Robles, Suárez, Ticona, Vargas, Venegas, & Sites, 2013
- Liolaemus wiegmannii (Duméril & Bibron, 1837)
- Liolaemus williamsi Laurent, 1992
- Liolaemus xanthoviridis Cei & Scolaro, 1980
- Liolaemus yalguaraz Abdala, Quinteros, & Semham, 2015
- Liolaemus yanalcu Martínez Oliver, & Lobo, 2002
- Liolaemus yatel Abdala, Procopio, Stellatelli, Travaini, Rodríguez, & Monachesi, 2014
- Liolaemus zabalai Troncoso-Palacios, Diaz, Esquerre, & Urra, 2015
- Liolaemus zapallarensis (Müller & Hellmich, 1933)
- Liolaemus zullyae Cei & Scolaro, 1996

## Làm thú nuôi
Một số loài Liolaemus có thể được giữ làm thú nuôi, đa số bắt nguồn từ nơi có khí hậu lạnh.